# Copa Mundial Socca 2023
La Copa Mundial Socca 2023 se llevó a cabo del 2 al 11 de junio de 2023 en Essen, Alemania . El sorteo oficial se realizó el 27 de abril de 2023. Kazajistán se proclamó campeón del mundo derrotando a Ucrania en la final. México obtuvo el tercer lugar.

## Fase de grupos

### Grupo A
| Pos. | Equipo       | Pts. | PJ | G | E | P | GF | GC | Dif. | Clasificación             |
| ---- | ------------ | ---- | -- | - | - | - | -- | -- | ---- | ------------------------- |
| 1    | Alemania (H) | 9    | 3  | 3 | 0 | 0 | 14 | 5  | +9   | Advance to knockout phase |
| 2    | Omán         | 6    | 3  | 2 | 0 | 1 | 7  | 6  | +1   | Advance to knockout phase |
| 3    | Chipre       | 3    | 3  | 1 | 0 | 2 | 1  | 3  | −2   | Advance to knockout phase |
| 4    | Chile        | 0    | 3  | 0 | 0 | 3 | 3  | 11 | −8   |                           |

 Fuente: International Socca Federation

### Grupo B
| Pos. | Equipo     | Pts. | PJ | G | E | P | GF | GC | Dif. | Clasificación             |
| ---- | ---------- | ---- | -- | - | - | - | -- | -- | ---- | ------------------------- |
| 1    | México     | 9    | 3  | 3 | 0 | 0 | 14 | 0  | +14  | Advance to knockout phase |
| 2    | Croacia    | 6    | 3  | 2 | 0 | 1 | 20 | 3  | +17  | Advance to knockout phase |
| 3    | Costa Rica | 3    | 3  | 1 | 0 | 2 | 2  | 10 | −8   |                           |
| 4    | Siria      | 0    | 3  | 0 | 0 | 3 | 2  | 25 | −23  |                           |

 Fuente: International Socca Federation

### Grupo C
| Pos. | Equipo  | Pts. | PJ | G | E | P | GF | GC | Dif. | Clasificación             |
| ---- | ------- | ---- | -- | - | - | - | -- | -- | ---- | ------------------------- |
| 1    | China   | 5    | 3  | 1 | 2 | 0 | 14 | 4  | +10  | Advance to knockout phase |
| 2    | Francia | 5    | 3  | 1 | 2 | 0 | 13 | 3  | +10  | Advance to knockout phase |
| 3    | Letonia | 5    | 3  | 1 | 2 | 0 | 9  | 4  | +5   | Advance to knockout phase |
| 4    | Kuwait  | 0    | 3  | 0 | 0 | 3 | 1  | 26 | −25  |                           |

 Fuente: International Socca Federation

### Grupo D
| Pos. | Equipo          | Pts. | PJ | G | E | P | GF | GC | Dif. | Clasificación             |
| ---- | --------------- | ---- | -- | - | - | - | -- | -- | ---- | ------------------------- |
| 1    | Brasil          | 9    | 3  | 3 | 0 | 0 | 11 | 1  | +10  | Advance to knockout phase |
| 2    | Hungría         | 6    | 3  | 2 | 0 | 1 | 10 | 4  | +6   | Advance to knockout phase |
| 3    | Turquía         | 3    | 3  | 1 | 0 | 2 | 6  | 7  | −1   | Advance to knockout phase |
| 4    | Costa de Marfil | 0    | 3  | 0 | 0 | 3 | 0  | 15 | −15  |                           |

 Fuente: International Socca Federation

### Grupo E
| Pos. | Equipo     | Pts. | PJ | G | E | P | GF | GC | Dif. | Clasificación             |
| ---- | ---------- | ---- | -- | - | - | - | -- | -- | ---- | ------------------------- |
| 1    | Ucrania    | 9    | 3  | 3 | 0 | 0 | 21 | 4  | +17  | Advance to knockout phase |
| 2    | Egipto     | 4    | 3  | 1 | 1 | 1 | 9  | 7  | +2   | Advance to knockout phase |
| 3    | Kazajistán | 4    | 3  | 1 | 1 | 1 | 6  | 8  | −2   | Advance to knockout phase |
| 4    | Libia      | 0    | 3  | 0 | 0 | 3 | 4  | 21 | −17  |                           |

 Fuente: International Socca Federation

### Grupo F
| Pos. | Equipo   | Pts. | PJ | G | E | P | GF | GC | Dif. | Clasificación             |
| ---- | -------- | ---- | -- | - | - | - | -- | -- | ---- | ------------------------- |
| 1    | Moldavia | 7    | 3  | 2 | 1 | 0 | 12 | 2  | +10  | Advance to knockout phase |
| 2    | Portugal | 4    | 3  | 1 | 1 | 1 | 2  | 5  | −3   | Advance to knockout phase |
| 3    | Albania  | 2    | 3  | 0 | 2 | 1 | 1  | 2  | −1   | Advance to knockout phase |
| 4    | Colombia | 2    | 3  | 0 | 2 | 1 | 2  | 8  | −6   |                           |

 Fuente: International Socca Federation

### Grupo G
| Pos. | Equipo         | Pts. | PJ | G | E | P | GF | GC | Dif. | Clasificación             |
| ---- | -------------- | ---- | -- | - | - | - | -- | -- | ---- | ------------------------- |
| 1    | Bélgica        | 9    | 3  | 3 | 0 | 0 | 22 | 3  | +19  | Advance to knockout phase |
| 2    | Grecia         | 6    | 3  | 2 | 0 | 1 | 13 | 6  | +7   | Advance to knockout phase |
| 3    | Italia         | 3    | 3  | 1 | 0 | 2 | 5  | 12 | −7   | Advance to knockout phase |
| 4    | Arabia Saudita | 0    | 3  | 0 | 0 | 3 | 3  | 22 | −19  |                           |

 Fuente: International Socca Federation

### Grupo H
| Pos. | Equipo         | Pts. | PJ | G | E | P | GF | GC | Dif. | Clasificación             |
| ---- | -------------- | ---- | -- | - | - | - | -- | -- | ---- | ------------------------- |
| 1    | Estados Unidos | 9    | 3  | 3 | 0 | 0 | 12 | 1  | +11  | Advance to knockout phase |
| 2    | Inglaterra     | 6    | 3  | 2 | 0 | 1 | 23 | 3  | +20  | Advance to knockout phase |
| 3    | Argentina      | 3    | 3  | 1 | 0 | 2 | 6  | 8  | −2   | Advance to knockout phase |
| 4    | Catar          | 0    | 3  | 0 | 0 | 3 | 0  | 29 | −29  |                           |

 Fuente: International Socca Federation

### Grupo I
| Pos. | Equipo    | Pts. | PJ | G | E | P | GF | GC | Dif. | Clasificación             |
| ---- | --------- | ---- | -- | - | - | - | -- | -- | ---- | ------------------------- |
| 1    | Polonia   | 9    | 3  | 3 | 0 | 0 | 11 | 1  | +10  | Advance to knockout phase |
| 2    | Eslovenia | 4    | 3  | 1 | 1 | 1 | 4  | 4  | 0    | Advance to knockout phase |
| 3    | España    | 3    | 3  | 1 | 0 | 2 | 3  | 6  | −3   | Advance to knockout phase |
| 4    | Uruguay   | 1    | 3  | 0 | 1 | 2 | 2  | 9  | −7   |                           |

 Fuente: International Socca Federation

### Grupo J
| Pos. | Equipo   | Pts. | PJ | G | E | P | GF | GC | Dif. | Clasificación             |
| ---- | -------- | ---- | -- | - | - | - | -- | -- | ---- | ------------------------- |
| 1    | Lituania | 9    | 3  | 3 | 0 | 0 | 17 | 4  | +13  | Advance to knockout phase |
| 2    | Rumania  | 6    | 3  | 2 | 0 | 1 | 15 | 6  | +9   | Advance to knockout phase |
| 3    | Mauricio | 3    | 3  | 1 | 0 | 2 | 4  | 12 | −8   | Advance to knockout phase |
| 4    | Perú     | 0    | 3  | 0 | 0 | 3 | 3  | 17 | −14  |                           |

 Fuente: International Socca Federation

### Grupo K
| Pos. | Equipo    | Pts. | PJ | G | E | P | GF | GC | Dif. | Clasificación             |
| ---- | --------- | ---- | -- | - | - | - | -- | -- | ---- | ------------------------- |
| 1    | Marruecos | 7    | 3  | 2 | 1 | 0 | 12 | 5  | +7   | Advance to knockout phase |
| 2    | Georgia   | 7    | 3  | 2 | 1 | 0 | 9  | 3  | +6   | Advance to knockout phase |
| 3    | Escocia   | 3    | 3  | 1 | 0 | 2 | 10 | 13 | −3   | Advance to knockout phase |
| 4    | Irlanda   | 0    | 3  | 0 | 0 | 3 | 6  | 16 | −10  |                           |

 Fuente: International Socca Federation

## Fase eliminatoria
DIECISEISAVOS
China 2 - Argentina 1
Hungría 2 (0) - Eslovenia 2 (2)
Alemania 7 - Islas Mauricio 0
Croacia 1 - Georgia 0
Polonia 6 - Escocia 1
Brasil 3 - Italia 0
Ucrania 3 - Albania 1
Marruecos 0 (1) - Omán 0 (0)
México 6 - España 0
Francia 3 - Rumanía 0
Portugal 0 - Grecia 2
Egipto 4 - Inglaterra 0
Moldavia 0 (1) - Kazajistán 0(3)
Lituania 2 (1) - Chipre 2 (2)
Bélgica 3 - Turquía 2
Estados Unidos 2 - Letonia 0
OCTAVOS
China 1 - Eslovenia 2
Alemania 2 (0) - Croacia 2 (2)
Polonia 1 (0) - Brasil 1 (2)
Ucrania 3 - Marruecos 1
México 2 (3) - Francia 2 (2)
Grecia 2 - Egipto 0
Kazajistán 2 - Chipre 1
Bélgica 2 - Estados Unidos 3
CUARTOS
Eslovenia 0 - Croacia 1
Brasil 1 (0) - Ucrania 1 (2)
México 4 - Grecia 1
Kazajistán 1 (2) - Estados Unidos 1 (1)
SEMIFINALES
Croacia 0 - Ucrania 1
México 2 (4) - Kazajistán 2 (5)
TERCER (3º) Y CUARTO (4º) PUESTO
Croacia 0 - México 2
FINAL
Ucrania 2 (1) - Kazajistán 2 (2)